# Comando da Área Noroeste da RAAF
O Comando da Área Noroeste foi um de vários comandos geográficos criados pela Real Força Aérea Australiana durante a Segunda Guerra Mundial. A sua esfera de operações durante a guerra incluía o Território do Norte, porções adjacentes de Queensland e da Austrália Ocidental, e as Índias Orientais Holandesas. O comando foi formado em Janeiro de 1942 após a eclosão da Guerra do Pacífico, a partir da parte ocidental do Comando da Área do Norte, que cobria todo o norte da Austrália e Papua. Com quartel-general em Darwin, o Comando da Área Noroeste foi inicialmente responsável pela defesa aérea, reconhecimento aéreo, protecção das rotas marítimas dentro dos seus limites e mais tarde por realizar missões de ataques contra embarcações e bases japonesas.
Na história oficial da RAAF no teatro do Pacífico, George Odgers descreveu a Campanha do Comando da Área Noroeste como "quase inteiramente uma guerra aérea, com ataque e contra-ataque". A partir de 1943 o seu papel tornou-se cada vez mais ofensivo por natureza, isto à medida que os Aliados começaram a avançar na Nova Guiné e nas Índias Orientais Holandesas. Os seus aviões de combate variavam de caças monomotores a bombardeiros pesados, e eram pilotados por esquadrões australianos, britânicos, americanos e holandeses. O Comando da Área Noroeste continuou a operar após o fim da guerra, mas os seus activos materiais e humanos foram muito reduzidos. Em Fevereiro de 1954 as suas responsabilidades foram incorporadas pelos três novos comandos funcionais da RAAF: Home (operacional), Treino e Manutenção. O quartel-general do comando foi dissolvido no ano seguinte.

## História

### Segunda Guerra Mundial

#### Formação

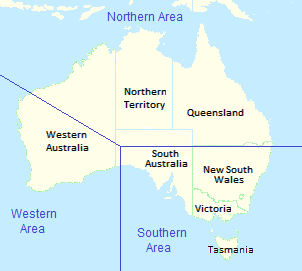
Comando de Área da RAAF em Dezembro de 1941

O Comando da Área Noroeste foi formado na Base aérea de Darwin, no Território do Norte, a 15 de Janeiro de 1942, assumindo a porção ocidental do que era antes o Comando da Área do Norte; este havia sido estabelecido no dia 8 de Maio de 1941 como um dos vários comandos geográficos criados pela Real Força Aérea Australiana, e cobria a parte norte de Nova Gales do Sul, Queensland, o Território do Norte e Papua. A missão dos comandos era a de realizar a defesa aérea na sua área de responsabilidade, para além de ter que proteger a orla costeira e realizar reconhecimento aéreo. Cada comando era chefiado por um Air Officer Commanding (AOC) responsável pela administração e pela operações das bases aéreas e das unidades dentro das fronteiras da sua área.
A eclosão da Guerra do Pacífico em Dezembro de 1941 foi o catalisador para a divisão do Comando da Área do Norte em Comando da Área Noroeste (NWA) e Comando da Área Nordeste da RAAF (NEA), sendo que cada um deles ficaria responsável por se defender de ameaças diferentes, no norte da Austrália e na Nova Guiné, respectivamente. O AOC inaugural do NWA foi o comodoro Douglas Wilson. O seu oficial sénior do estado-maior era o capitão de grupo Frederick Scherger. O seu quartel-general contava com 137 elementos, incluindo 24 oficiais.
No dia 15 de Janeiro de 1942 o comando supremo aliado para o Sudeste Asiático e o Sudoeste do Pacífico, o Comando Americano-Britânico-Holandês-Australiano (ABDACOM), foi formado com quartel-general em Bandung, em Java. Cinco dias depois, o Gabinete de Guerra Australiano transferiu oficialmente o controlo operacional do norte da Austrália entre Onslow na Austrália Ocidental e a borda sudeste do Golfo de Carpentária para o ABDACOM. A área de Darwin tornou-se um sub-comando aéreo aliado conhecido como AUSGROUP, sob a componente aérea do ABDACOM, a ABDAIR. Na sequência de relatórios de 27 de Janeiro, de que a formidável frota de porta-aviões combinados japoneses havia entrado no Mar das Flores, Wilson ordenou a dispersão dos activos na Base aérea de Darwin. Equipamentos e funcionários de reparação e manutenção foram transferidos para Daly Waters, quase 480 quilómetros mais ao sul, mas quando Wilson também ordenou que cinco aviões de instrução armados e obsoletos CAC Wirraway se mudassem para Daly Waters, a sua ordem foi anulada pelo vice-chefe do estado-maior aéreo, o vice-marechal do ar William Bostock. No início de Fevereiro de 1942 o comodoro George Jones, que logo seria nomeado chefe do estado-maior da força aérea, inspeccionou o Comando da Área Noroeste e ficou a par da falta de moral e de capacidade de serviço das suas unidades de combate, os esquadrões n.º 2, 12 e 13.

#### 1942 – 1943: ataques e contra-ataques
A 19 de Fevereiro de 1942 a força de aeronaves do NWA incluía dezassete bombardeiros leves Lockheed Hudson dos esquadrões n.º 2 e 13 baseados em Darwin e Daly Waters, quatorze aviões Wirraway do Esquadrão N.º 12 baseado em Darwin e Batchelor, e dez caças Kittyhawk das Forças Aéreas do Exército dos Estados Unidos (USAAF) que transitavam por Darwin para Java. Metade dos Hudson estavam sem tripulação, cinco dos Wirraway estavam fora de serviço e os pilotos dos Kittyhawk eram considerados inexperientes. Wilson estava a participar em reuniões no quartel-general do ABDACOM em Java, e Scherger ficou a servir como AOC. Pouco antes das 10 da manhã Darwin sofreu o seu primeiro ataque aéreo pelos japoneses - uma força de 188 aeronaves bombardearam o porto e a cidade. Um novo ataque de 54 bombardeiros, dirigido principalmente ao aeródromo da RAAF, ocorreu por volta do meio-dia. Os ataques de 19 de Fevereiro destruíram infraestruturas civis e militares, vinte e três aeronaves e dez navios, e matou cerca de 250 pessoas; 278 elementos da RAAF abandonaram Darwin num êxodo que ficou conhecido como "Adelaide River Stakes". "Houve", nas palavras de Scherger, "um pânico terrível e muitos homens simplesmente desapareceram". Os Kittyhawk e os artilheiros antiaéreos foram creditados com o abate de cinco aeronaves japonesas e provavelmente destruíram outras cinco.

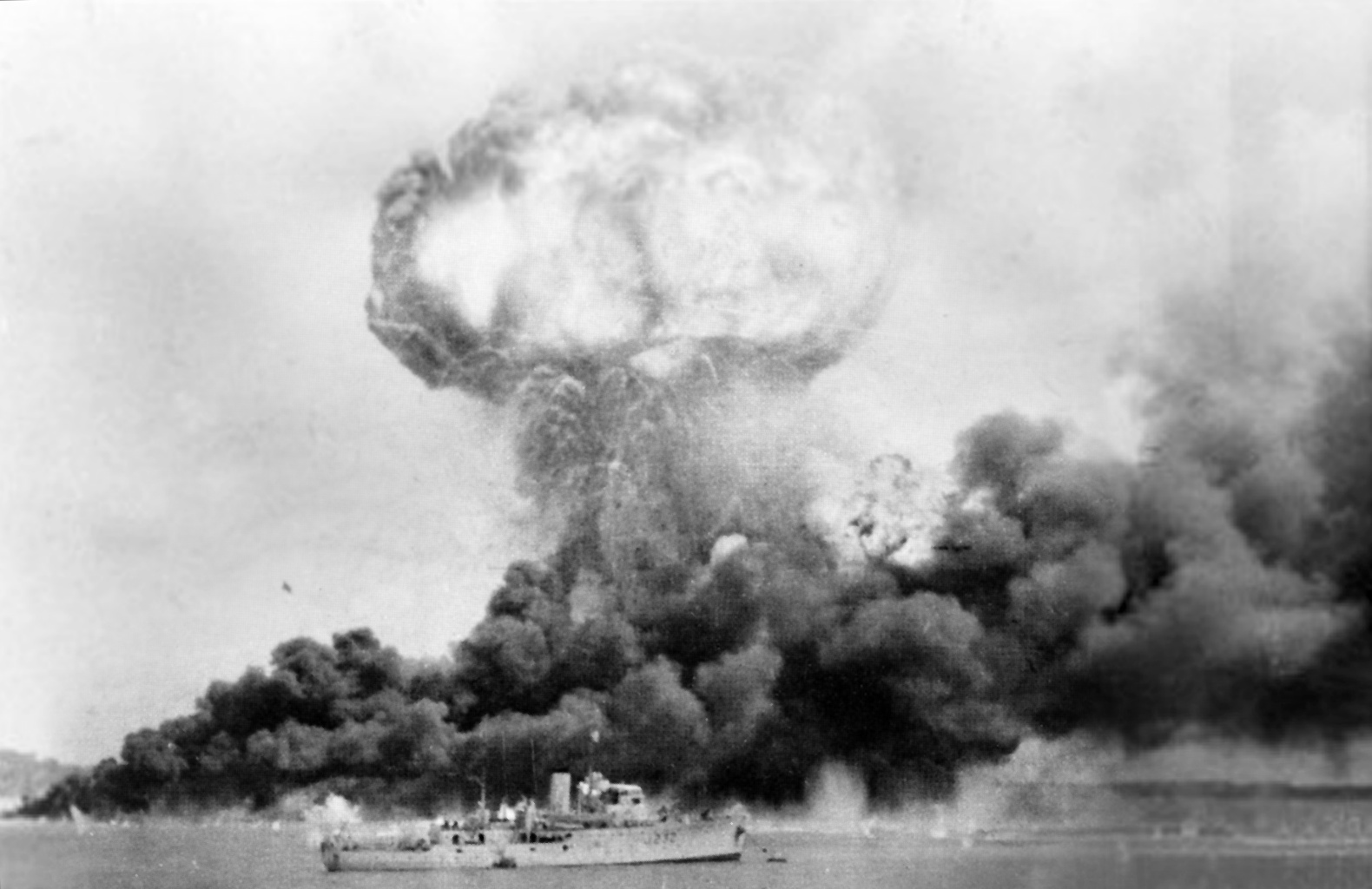
Explosão de um tanque de armazenamento de combustível durante o primeiro ataque aéreo em Darwin, a 19 de Fevereiro de 1942

Na sequência do ataque o quartel-general do NWA mudou-se para um acampamento no mato ao sul da base aérea da RAAF, e a liderança sénior foi alterada. Wilson e Scherger foram dispensados, este último apesar de elogiado pela comissão de inquérito do governo federal pelas suas acções durante o ataque. O ABDACOM foi dissolvido a 25 de Fevereiro, após o colapso da resistência aliada na Malásia e nas Índias Orientais Holandesas. O comodoro Frank Bladin assumiu como AOC do NWA no dia 25 de Março, sendo os seus objectivos iniciais restaurar a moral e lidar com a ameaça de uma invasão iminente, tarefas complicadas devido ao sistema de comunicações, transporte e de alerta precários. Prosseguindo para instigar um treino de combate mais intenso e construir novos aeródromos satélites com os quais poderia dispersar as suas forças, Bladin tornou-se, nas palavras do historiador da força aérea Alan Stephens, "o excepcional comandante de Comando da RAAF na guerra", e o primeiro australiano no teatro do Pacífico a ser condecorado pelos americanos quando foi premiado com a Estrela de Prata por bravura depois de liderar pessoalmente um ataque com bombardeiros B-17 da USAAF em Celebes, nas Índias Orientais Holandesas. Apesar da óbvia vulnerabilidade do norte da Austrália em atacar, o NWA estava sem uma guarnição de interceptores até à chegada, em Março e Abril, de três esquadrões de caças Kittyhawk da USAAF que compunham o 49.º Grupo de Perseguição (imediatamente renomeado como Grupo de Caça N.º 49) sob o comando do coronel Paul Wurtsmith. A área de Darwin sofreria sessenta e quatro ataques aéreos entre Fevereiro de 1942 e Novembro de 1943.
A partir de 20 de Abril de 1942 a autoridade operacional sobre toda a infraestrutura de combate da RAAF, incluindo os Comandos de Área, foi investida no recém-criado quartel-general das Forças Aéreas Aliadas sob o comando da Área do Sudoeste do Pacífico (SWPA). Em Agosto os limites do NWA foram ajustados: além de cobrir o Território do Norte, o comando assumiu a responsabilidade pela porção da Austrália Ocidental ao norte de uma linha traçada a sudeste de Yampi Sound até à fronteira do Território do Norte, e parte de Queensland adjacente ao Planalto Barkly. O Grupo de Caça N.º 49 realizou as suas missões finais em Agosto e foi transferido para a Nova Guiné no mês seguinte, tendo reivindicado a destruição de 79 aeronaves japonesas pela perda de 21 caças Kittyhawk. Os dois esquadrões Hudson do NWA tinham, entretanto, realizado missões de bombardeamento sem escolta contra bases e navios japoneses nos mares de Timor e Arafura, e em apoio à força Sparrow em Timor. Três esquadrões de caças da RAAF — os esquadrões n.º 76 e 77 equipados com Kittyhawk, e o Esquadrão N.º 31 equipado com caças-bombardeiros Bristol Beaufighter — chegaram em Setembro e Outubro. Setembro viu também a formação do Comando da RAAF sob Bostock, com o objectivo de supervisionar a maioria das unidades aéreas australianas na SWPA. Bostock exerceu o controlo geral das operações aéreas através dos comandos, embora o quartel-general da RAAF continuasse a deter autoridade administrativa sobre as unidades australianas. A missão de Bladin era defender o Território do Norte, a costa norte da Austrália Ocidental e o Estreito de Torres, protegendo o flanco das ofensivas do general Douglas MacArthur na Nova Guiné. Já Bostock deveria coordenar as operações quando envolvessem mais do que um Comando de Área, por exemplo, quando os esquadrões de caças do NWA e da NEA fossem obrigados a repelir um grande ataque.

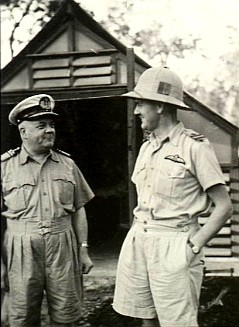
Comodoro Bladin (à direita) como AOC do NWA, com um oficial holandês, em 1943

Em Dezembro de 1942 as unidades aéreas do NWA incluíam seis esquadrões da RAAF equipados principalmente os bombardeiros de mergulho Kittyhawk, Beaufighter, Hudson e Vultee Vengeance, bem como a Unidade de Reconhecimento Fotográfico N.º 1, que operou aeronaves Wirraway, Brewster Buffalo, P-38 Lightning e P-43 Lancer, e operou fora da área de Darwin (como o Esquadrão N.º 87 a partir de Setembro de 1944) durante o resto da guerra. Essas unidades foram rapidamente reforçadas por um esquadrão de bombardeiros médios australiano-holandeses B-25 Mitchell e bombardeiros pesados B-24 Liberator da USAAF, com os quais o NWA foi capaz de realizar ataques mais pesados contra as forças japonesas ao norte da Austrália. Também em Dezembro o Esquadrão N.º 34, que havia sido formado sob o controlo do NWA em Darwin quatro dias após o primeiro ataque aéreo, transferiu as suas aeronaves para a recém-formada Unidade de Comunicações N.º 6, que permaneceu no Território do Norte até ser extinta logo a seguir ao fim das hostilidades. A 14 de Dezembro a Asa N.º 44 foi formada sob o NWA, em Adelaide River; era responsável pelas estações de radar que forneciam aviso prévio de ataques japoneses. A asa coordenou a defesa aérea na região em conjunto com o Sector de Caça N.º 5.
Como os ataques continuaram em 1943, Bladin colocou os seus bombardeiros no interior e os seus caças perto da costa, onde poderiam interceptar os japoneses. A Asa N.º 61 era responsável pelos esquadrões de construção de aeródromos e as suas unidades de apoio. Os esquadrões de construção construíram ou melhoraram aeródromos em Cooomalie, Millingimbi, Fenton, Long e Darwin. De acordo com o historiador Chris Coulthard-Clark, o NWA foi "uma das poucas áreas onde a RAAF estava livre para executar as suas próprias ideias" na Segunda Guerra Mundial. Bladin muitas vezes empregava o seu próprio juízo na selecção de alvos para ataques ofensivos, já que as instruções detalhadas do quartel-general superior nem sempre estavam disponíveis. A 27 de Fevereiro, agindo devido a transmissões de rádio interceptadas, ele lançou um ataque ao aeródromo de Penfui perto de Koepang, destruindo ou danificando 22 bombardeiros japoneses que deveriam realizar um grande ataque contra Darwin.
Para ajudar a proteger o norte da Austrália de ataques aéreos em andamento, três esquadrões de caças Supermarine Spitfire foram transferidos do Reino Unido e tornaram-se operacionais em Março de 1943 como parte da Asa N.º 1, sob o capitão de grupo Allan Walters. Um grande combate aéreo sobre Darwin no dia 2 de Maio resultou na perda de cinco caças Spitfire, e vários outros em aterragens forçadas devido à falta de combustível ou falha do motor; em contrapartida, deu-se a destruição de um bombardeiro japonês e cinco caças. Bladin imediatamente ordenou um ataque com aeronaves Beaufighter em retaliação, liderado pelo comandante de asa Charles Read contra o aeródromo de Penfui, na suposição — o que provou ser correto — que era onde os invasores japoneses estavam colocados; quatro aeronaves inimigas foram destruídas no solo. Entre Março e Maio de 1943 o número de missões realizadas pelos esquadrões de combate do NWA aumentou de 211 para 469. Os Aliados reivindicaram um total de quarenta e seis aeronaves japonesas destruídas pela perda de trinta das suas, dezassete por acção inimiga e treze por outras causas. A 17 de Junho, sob o comando do capitão de grupo Clive Caldwell, a Asa N.º 1 registou a interceptação mais bem-sucedida do NWA até então, quatorze aeronaves japonesas foram destruídas e dez danificadas, pela perda de apenas dois Spitfire. No mesmo mês a Asa N.º 380 da USAAF, composta por quatro esquadrões de bombardeiros Liberator, ficou sob o controlo do NWA, aumentando a sua capacidade de ataque estratégico. A essa altura, o efectivo do quartel-general do NWA era de 385 elementos, incluindo 96 oficiais.

#### 1943 – 1945: Operações ofensivas
Bladin entregou o comando do NWA ao vice-marechal do ar Adrian Cole em Julho de 1943. Cole relatou que o comando estava "bem organizado, capaz e em boa forma", mas considerou a sua capacidade de defesa aérea inadequada, recomendando o aumento de caças de longo alcance, como os Lightning. Ele, no entanto, teve que se contentar com os três esquadrões Spitfire da Asa N.º 1 e a possibilidade de solicitar a Quinta Força Aérea da USAAF como reforço conforme necessário. Tendo começado como um comando principalmente defensivo, em meados de 1943 o NWA foi capaz de apoiar os avanços aliados na Nova Guiné. Além da protecção do norte da Austrália, o Comando de Área era responsável por atacar bases e navios japoneses. Durante Agosto e Setembro, Cole reduziu as missões regulares de reconhecimento para maximizar o seu esforço de bombardeamento, seguindo um pedido de MacArthur para fornecer todo o apoio disponível para ataques aliados em Lae – Nadzab; as aeronaves Liberator, Hudson, Beaufighter e PBY Catalina do NWA realizaram ataques para destruir bases e aeronaves japonesas e desviar as forças inimigas dos avanços aliados. A 30 de Novembro a Asa N.º 79 foi estabelecida sob a égide do NWA, em Batchelor. Composta por quatro esquadrões de ataque com aeronaves Bristol Beaufort, Mitchell e Beaufighter, foi comandada pelo capitão de grupo Charles Eaton.

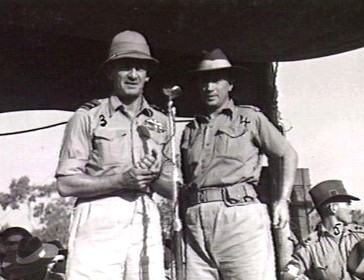
Vice-marechal do ar Cole (à esquerda) como AOC do NWA, em Adelaide River, Território do Norte, em Setembro de 1943

Em Dezembro de 1943 o carácter da guerra aérea no norte da Austrália havia-se alterado acentuadamente, pois os japoneses já não eram capazes de organizar ataques aéreos contra Darwin; em vez de apenas garantir a defesa e segurança do NWA, Cole estava interessado em adoptar uma estratégia ofensiva nas Índias Orientais Holandesas. De acordo com David Horner, "no sentido de que ele teve que planear e conduzir a sua própria campanha, o AOC do Comando da Área Noroeste era um dos poucos comandantes de nível operacional da RAAF, mesmo que a campanha fosse um tanto estática e limitada". Durante Março e Abril de 1944 o NWA controlou treze esquadrões, incluindo os da Asa N.º 79, e apoiou operações anfíbias contra Hollandia e Aitape. A Asa N.º 61 foi ordenada a construir uma pista de 3 mil metros em Darwin para acomodar bombardeiros pesados B-29 Superfortress da USAAF para operações contra refinarias de petróleo em Balikpapan, contudo a sua construção nunca foi adiante.
Em Maio de 1944 as aeronaves do NWA bombardearam Surabaia como parte da Operação Transom. Em Junho e Julho a  Asa N.º 79 participou no ataque aliado a Noemfoor; as investidas de todas as aeronaves do NWA em Julho totalizaram 704. A Asa N.º 79 foi posteriormente destinada à transferência do NWA para o Comando do Norte (anteriormente Grupo Operacional N.º 9), na Papua-Nova Guiné, para realizar operações contra os japoneses na Nova Bretanha. A Asa N.º 1 recebeu dois novos esquadrões britânicos de caças Spitfire em Julho, com o objectivo de substituir dois esquadrões australianos que haviam sido transferidos para a Asa N.º 80, que se havia formado em Darwin para um ataque planeado a Selaru que acabou por não se realizar. A Asa N.º 44 foi dissolvida a 22 de Agosto de 1944, e as suas estações de radar foram transferidas para outras unidades da região. No mesmo mês, a Asa N.º 61 partiu do Território do Norte para a Ilha Morotai, onde mais tarde ficou sob o controlo da principal força de ataque móvel da RAAF, a Primeira Força Aérea Táctica Australiana.
Em Setembro de 1944 Cole entregou a chefia do NWA ao comodoro Alan Charlesworth. Nesta fase da guerra os Aliados avançavam para o norte e o ritmo das operações na área de Darwin havia diminuído. O capitão de grupo Peter Jeffrey liderou a Asa N.º 1 para as Ilhas Tanimbar e atacou alvos em Selaru, mas disse a Caldwell que considerava este ataque um esforço em vão e só o havia realizado para aumentar a moral dos seus pilotos. Charlesworth levantou preocupações sobre a Asa N.º 80, alertando o comando superior de que a sua moral cairia se não recebesse um papel mais activo na guerra ou fosse transferida para o sul da Austrália para descansar. Em Outubro, a asa recebeu ordens para partir do NWA para Morotai para se juntar à Primeira Força Aérea Táctica; isso deixou o NWA com doze esquadrões à sua disposição, incluindo uma unidade de bombardeiros Liberator e três outros esquadrões de caças Spitfire. Enquanto isso, o NWA apoiou o ataque a Leyte com ataques a portos, instalações petrolíferas e navios nas Índias Orientais Holandesas com aviões Beaufighter, Mitchell e Liberator. Essas operações continuaram até Novembro e Dezembro, mês em que o Esquadrão N.º 31 foi transferido de Coomalie para a Primeira Força Aérea Táctica em Morotai. Até então, o efectivo do quartel-general do NWA era de 651 elementos, incluindo 156 oficiais.

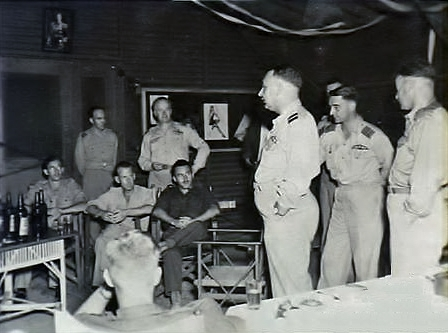
Vice-marechal do ar Charlesworth (ao centro) como AOC do NWA e o capitão de grupo Headlam (segundo à direita) recebem prisioneiros de guerra repatriados para Darwin, em Setembro de 1945

No mesmo mês em que Charlesworth assumiu o comando, a Asa N.º 76 chegou de Cairns, Queensland, para coordenar e controlar as operações de lançamento de minas no NWA por três esquadrões de hidroaviões Catalina. Estes minaram a Baía de Manila em Dezembro de 1944, de modo a apoiar o desembarque aliado em Mindoro. A Asa N.º 82 - a primeira da RAAF composta por bombardeiros pesados - tornou-se operacional sob o controlo do NWA em Base aérea de Fenton no dia 11 de Janeiro de 1945. Composta por dois esquadrões de bombardeiros pesados Liberator, a asa substituiu o Grupo N.º 380 da USAAF quando este foi transferido para a Quinta Força Aérea nas Filipinas. Em Março os Liberator da asa afundaram sete navios japoneses nas Índias Orientais Holandesas. A 6 de Abril todas as suas aeronaves disponíveis juntaram-se aos bombardeiros Mitchell da Asa N.º 79 num ataque a um comboio japonês que incluía o cruzador Isuzu. O fogo antiaéreo e as investidas dos caças inimigos resultaram na perda de dois bombardeiros Liberator; no dia seguinte, submarinos aliados afundaram o então danificado Isuzu.
Outro esquadrão equipado com bombardeiros Liberator foi adicionado à Asa N.º 82 no final de Abril de 1945. Os bombardeiros atacaram alvos em Java no período que antecedeu a Operação Oboe One, a invasão de Tarakan, que começou a 1 de Maio. Durante esta e as duas operações subsequentes em Oboé, as invasões de Labuan e Balikpapan, o NWA foi responsável por operações de lançamento de minas, escolta de comboios marítimos, reconhecimento aéreo e ataques a bases e tropas japonesas. Os hidroaviões Catalina da Asa N.º 76 minaram portos tão ao norte quanto Hong Kong e o Golfo de Hainan, na China. Contudo em Julho o NWA já havia sido despojada de grande parte da sua capacidade ofensiva, à medida que as asas n.º 79 e 82 foram transferidas para a Primeira Força Aérea Táctica em Morotai. No mesmo mês, a Asa N.º 85 foi formada sob o controlo do NWA; ela era composta por dois esquadrões de bombardeiros Liberator, mas apenas um se tornou operacional antes do final da Guerra do Pacífico.

### Actividade pós-guerra e dissolução

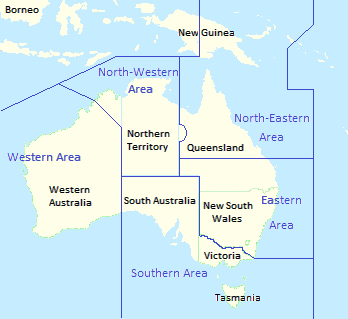
Comandos de Área da RAAF em 1947; os limites geográficos permaneceram em vigor até serem substituídos por um sistema de comando-e-controlo funcional iniciado em 1953

No dia 2 de Setembro de 1945, após o fim da Guerra do Pacífico, a Área do Sudoeste do Pacífico foi dissolvida e a RAAF assumiu novamente o controlo total de todos os seus elementos operacionais. A força aérea encolheu drasticamente à medida que o pessoal foi desmobilizado e as unidades dissolvidas; a maioria das bases e aeronaves da RAAF empregadas em operações após a guerra estavam situadas dentro da esfera de controlo do Comando da Área Oriental em Nova Gales do Sul e no sul de Queensland. Os esquadrões de aviões Liberator e Catalina de Darwin foram usados principalmente para repatriar prisioneiros de guerra australianos. Em Novembro as asas n.º 76 e 85 foram dissolvidas em Novembro. Darwin posteriormente funcionaria principalmente como um centro de trânsito e uma base para exercícios em tempo de paz, em vez de uma base aérea permanente para esquadrões aéreos. Charlesworth continuou a servir como AOC do NWA até Janeiro de 1946, quando o capitão de grupo Frank Headlam, ex-oficial administrativo sénior do NWA, assumiu o cargo de comandante. Headlam permaneceu no comando até Outubro, quando o efectivo do quartel-general era de 108 elementos, incluindo 23 oficiais.
Em Setembro de 1946 o chefe do estado-maior aéreo, o vice-marechal do ar George Jones, propôs reduzir os cinco comandos continentais (Noroeste, Nordeste, Oriental, Sul e Ocidental) para três: um Comando da Área do Norte, cobrindo Queensland e Território do Norte; um Comando da Área Oriental, cobrindo Nova Gales do Sul; e um Comando da Área do Sul, cobrindo a Austrália Ocidental, Austrália do Sul, Victoria e Tasmânia. A proposta fazia parte de um plano muito maior para reestruturar a RAAF do pós-guerra; o governo federal rejeitou o plano e os limites dos comandos da guerra permaneceram em grande parte no seu lugar.
Entre Outubro de 1949 e Fevereiro de 1950 o NWA foi palco do maior exercício militar desde a guerra mundial, quando os Avro Lincoln da Asa N.º 82, especialmente modificados com radares avançados e outros instrumentos, voaram de e para Darwin como parte da Operação Cumulative, um exercício conjunto com a Real Força Aérea que reuniu dados de navegação e bombardeamento de longo alcance para uso em potenciais campanhas aéreas contra a União Soviética. O comandante de asa Glen Cooper serviu como comandante do NWA de Setembro de 1952 a Dezembro de 1953. A partir de Outubro de 1953 a RAAF foi reorganizada de um sistema de comando-e-controlo com base na geografia para um baseado em função. Em Fevereiro de 1954 as organizações funcionais recém-constituídas — os comandos Home, Treino e Manutenção — assumiram o controlo de todas as operações, treino e manutenção da força aérea do Comando da Área Noroeste. O quartel-general do NWA continuou a existir, mas apenas, de acordo com o Melbourne Argus, como um dos "pontos de controlo remoto" do comando Home. O quartel-general foi dissolvido no dia 29 de Junho de 1955.

## Ordens de batalha

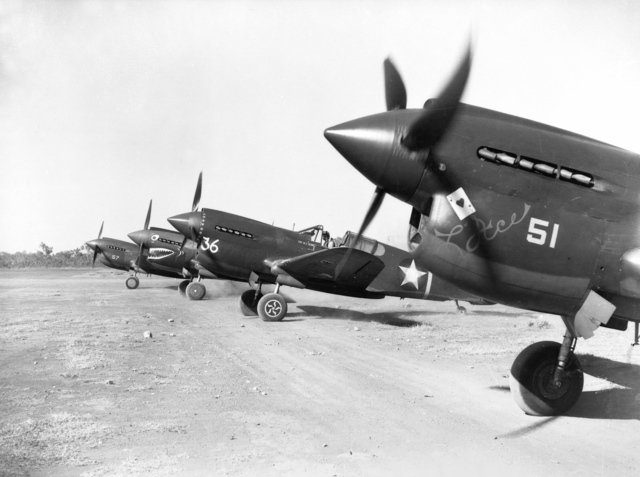
Caças P-40 Kittyhawk do Esquadrão N.º 8, Grupo de Caça N.º 49 da USAAF em Darwin, em 1942

### Abril de 1942
Em Abril de 1942 o NWA controlava os seguintes esquadrões aéreos:
- Esquadrão N.º 2, equipado com bombardeiros de reconhecimento geral Hudson, colocado em Daly Waters;[105]
- Esquadrão N.º 12, equipado com aeronaves Wirraway de uso geral, colocado em Batchelor;[106]
- Esquadrão N.º 13, equipado com aviões Hudson, colocado em Daly Waters;[107]
- Esquadrão N.º 34, equipado com aviões de transporte Dragon e Anson, colocado em Daly Waters;[108]
- Grupo de Caça N.º 49 da USAAF:
  - Esquadrão de Caça N.º 7 da USAAF, equipado com caças Kittyhawk, colocado em Batchelor;[109]
  - Esquadrão de Caça N.º 8 da USAAF, equipado com caças Kittyhawk, colocado em Darwin;[110]
  - Esquadrão de Caça N.º 9 da USAAF, equipado com caças Kittyhawk, colocado em Darwin.[111]

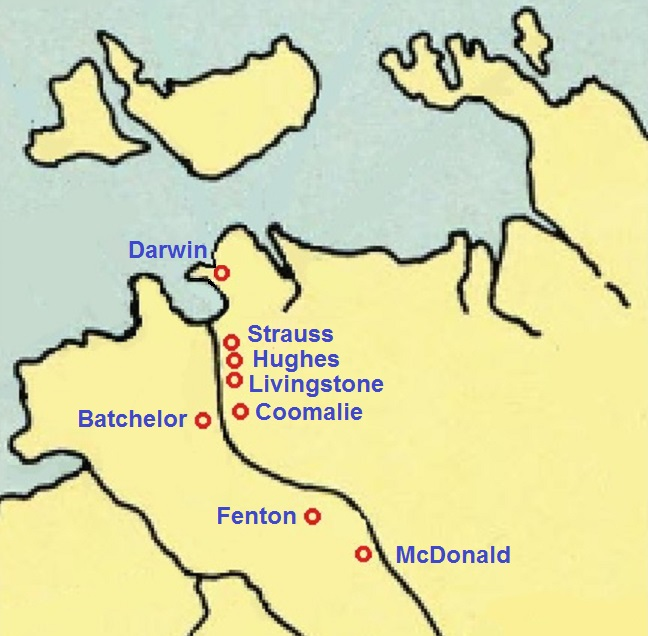
Bases e aeródromos do NWA em Abril de 1943

### Abril de 1943
Em Abril de 1943 o NWA controlava os seguintes esquadrões aéreos:
- Asa N.º 1:
  - Esquadrão N.º 54 da RAF, equipado com caças Spitfire, colocado em Darwin;
  - Esquadrão N.º 452, equipado com caças Spitfire, colocado em Strauss;
  - Esquadrão N.º 457, equipado com caças Spitfire, colocado em Livingstone;
- Esquadrão N.º 2, equipado com aviões Hudson, colocado em Hughes;
- Esquadrão N.º 12, equipado com bombardeiros de mergulho Vengeance, colocado em Batchelor;
- Esquadrão N.º 13, equipado com aeronaves Hudson, colocado em Hughes;
- Esquadrão N.º 18, equipado com bombardeiros médios Mitchell, colocado no McDonald;
- Esquadrão N.º 31, equipado com caças Beaufighter de longo alcance, colocado em Coomalie;
- Esquadrão de Bombardeamento N.º 319 da USAAF, equipado com bombardeiros pesados Liberator, colocado em Fenton.

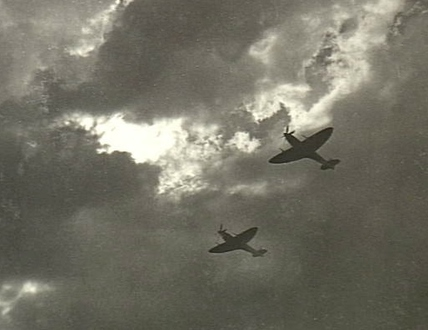
Caças Spitfire sobre o NWA, cerca de 1944

### Abril de 1944
Em Abril de 1944 o NWA controlava os seguintes esquadrões aéreos:
- Asa N.º 1:
  - Esquadrão N.º 54 da RAF, equipado com caças Spitfire, colocado em Darwin;
  - Esquadrão N.º 452, equipado com caças Spitfire, colocado em Strauss;
  - Esquadrão N.º 457, equipado com caças Spitfire, colocado em Livingstone;
- Esquadrão N.º 43, equipado com hidroaviões de longo alcance Catalina, colocado em Darwin Harbor;
- Esquadrão N.º 83, equipado com caças Boomerang, colocado em Gove;
- Asa N.º 79:
  - Esquadrão N.º 1, equipado com bombardeiros de reconhecimento geral Beaufort, colocado em Gould;
  - Esquadrão N.º 2, equipado com aeronaves Beaufort, colocado em Hughes;
  - Esquadrão N.º 18, equipado com aeronaves Mitchell, colocado em Batchelor;
  - Esquadrão N.º 31, equipado com aeronaves Beaufighter, colocado em Coomalie;
- Grupo de Bombardeamento N.º 380 da USAAF
  - Esquadrão de Bombardeamento N.º 528 da USAAF, equipado com bombardeiros Liberator, colocado em Fenton;
  - Esquadrão de Bombardeamento N.º 529 da USAAF, equipado com bombardeiros Liberator, colocado em Long;
  - Esquadrão de Bombardeamento N.º 530 da USAAF, equipado com bombardeiros Liberator, colocado em Fenton;
  - Esquadrão de Bombardeamento N.º 531 da USAAF, equipado com bombardeiros Liberator, colocado em Long.